# Rhopalomyia achillearum
Rhopalomyia achillearum är en tvåvingeart som först beskrevs av Jean-Jacques Kieffer 1913.  Rhopalomyia achillearum ingår i släktet Rhopalomyia och familjen gallmyggor. Inga underarter finns listade i Catalogue of Life.